# Европлан
«Европлан» (до 2004 года — DeltaLeasing) — российская автолизинговая компания. Компания предоставляет услуги по оформлению автомобилей в лизинг и сопутствующие автоуслуги: страхование, обслуживание автомобиля и парка, доставку транспорта и др. «Европлан» на 87,5 % принадлежит инвестиционному холдингу «ЭсЭфАй» (SFI).

## Показатели деятельности
По итогам первого полугодия 2024 года чистая прибыль Европлана составила 8,8 млрд руб. (рост +25 % по сравнению с I полугодием 2023 года). Лизинговый портфель вырос до 256,7 млрд руб. (рост +12 % с начала 2024 года). Капитал на 30 июня 2024 года составил 51,3 млрд руб. (рост +15 % с начала 2024 года). Чистые инвестиции в лизинг (NIL) — 256,7 млрд рублей.
По итогам 2023 года размер чистых инвестиций в лизинг до вычета резерва под ожидаемые кредитные убытки на конец прошлого года составил 226,9 млрд рублей. На конец 2023 года лизинговый портфель «Европлан» составляет 230 млрд рублей. Доходы, полученные от операционной деятельности, за 2023 год составили 30,4 млрд рублей. Чистая прибыль компании за 2023 год — 14,8 млрд руб. Капитал ЛК на 31 декабря 2023 года составлял 44,7 млрд руб., его рентабельность — 37,7 %. В структуре фондирования ЛК на конец 2023 года на банковские кредиты приходилось 76,7 %, а на облигации — 23,2 %.
В течение 2021 года группа «Европлан» выплатила акционеру дивиденды за девять январь-сентябрь 2020 года, тогда их сумма составила 1,2 млрд рублей, по 10 рублей на акцию. В течение прошлого года группа выплатила своему акционеру холдинговой компании «ЭсЭфАй» (SFI, в прошлом — «Сафмар финансовые инвестиции») дивиденды по результатам за 2021 год и за первые шесть месяцев 2022 года. Их сумма составила 3,5 млрд рублей, по 29,17 рублей на акцию. В 2023 году было выплачено 5,8 млрд рублей дивидендов. В первом полугодии 2024 года Европлан выплатил дивиденды за 2023 год в размере 3 млрд руб. Размер дивидендов, выплаченных на одну обыкновенную акцию, составил 25 рублей. Общее количество акций — 120 млн штук.

### Рейтинговые оценки
- * Рейтинговое агентство АКРА в 2017 году присвоило АО "ЛК «Европлан» рейтинговую оценку A-(RU) со стабильным прогнозом. В 2018 году рейтинг был повышен до A(RU), в 2019 — до A+(RU). Рейтинг ежегодно подтверждался (2020—2022), в 2023 году был отозван. Возобновлён в 2024 году на уровне AA(RU)[7].
- Рейтинговое агентство «Эксперт РА» в 2017 году присвоило компании «Европлан» рейтинговую оценку ruA, в 2018 рейтинг был отозван. В 2023 году рейтинг был возобновлён на уровне ruAA и подтверждён в 2024 и 2025 годах[8].

## История компании
Компания DeltaLeasing начала свою деятельность 21 апреля 1999 года в городе Ростов-на-Дону. Через год штаб-квартира ЛК была перенесена в Москву. В 2003 году DeltaLeasing была приобретена фондом Baring Vostok. Новый акционер увеличил уставный капитал ЛК и способствовал привлечению заемных средств: компания получила первый кредит на рынке США от Экспортно-Импортного банка США. В следующем году компания переименовывается в «Европлан» и покупает у автомобильного дистрибутора «Рольф» своего главного конкурента на рынке автолизинга ЛК «Кельвин» («Рольф-лизинг»). В 2005 году управляющая компания фондов прямых инвестиций Capital International за $10 млн приобрела миноритарного пакета акций «Европлана». ЛК выходит на российский рынок рублевых облигаций в 2007 году, тогда же компания привлекает синдицированный кредит в размере $110 млн от 13 банков, организатором пула которого выступил BNP Paribas. В 2009 году, по данным Российской ассоциацией лизинговых компаний «Рослизинг», «Европлан» признан крупнейшей в России лизинговой компанией по количеству заключенных в 2008 году договоров лизинга, а также крупнейшей автолизинговой компанией 2008 года по сумме контрактов всех видов автотранспорта. В 2011 году ЛК приобретает банк, также получивший название «Европлан». В 2015 году фонды Baring Vostok и Capital Group продали 100 % группы «Европлан» акционерам Бинбанка (группа «Бин», впоследствии получившая название «Сафмар»). В конце года новые акционеры вывели ЛК на IPO на Московской бирже (было продано 25 % минус 1 акция), в результате чего вся компания была оценена в 13 млрд рублей. Вскоре после этого крупными миноритарными акционерами «Европлана» стали негосударственные пенсионные фонды, входящие в группу «Бин». В декабре 2016 года компания «Европлан», на основе которой группа создала финансовый холдинг «Сафмар Финансовые инвестиции», провела SPO на Московской бирже, таким образом «Европлан» снова утратил статус публичной компании. В 2021 году холдинг «ЭсЭфАй» (в прошлом — «Сафмар Финансовые инвестиции») вновь задумался об IPO «Европлана». В середине 2022 года возглавлявший более пяти лет «Европлан» Александр Михайлов в июне покинул лизинговую компанию, его на посту гендиректора сменил Сергей Мизюра.
В 2024 года компания ПАО ЛК «Европлан» провела IPO. 29 марта начались торги на Московской бирже. В ходе IPO компания привлекла 13,1 млрд рублей.